# Патриарх Евтимий (паметник в София)
 Тази статия е за паметника в София.  За други значения вижте Патриарх Евтимий (пояснение).  
Паметникът на Патриарх Евтимий се намира на площад „Патриарх Евтимий“ в София.
Състои се от гранитен пиедестал и бронзова статуя, висока 2,20 m. Общата височина е 4.10 m. Базисът е на две стъпала, блокът на пиедестала е четиристенен и пирамидообразно стеснен в основата. Полировката на целия постамент е придавал на гранита цвят на черен мрамор при откриването на паметника през 1939 г.
Идеята за създаване на паметника е на кмета на Столична община инж. Иван Иванов от 1934 г. Самият той написва програмата за конкурса, която е одобрена от Общинския съвет на 15 ноември 1935 г. Стремежът му е да привлича творците към културните цели на общината и същевременно да ги подпомага. Съюзът на художниците оказва пълно съдействие за правилното провеждане на конкурса и той приключва на 15 февруари 1936 г. с двадесет представени проекта. Първо място заема проектът на скулптора Марко Марков.
Сключен е договор, според който скулптурът трябва да проучи заедно с комисията историческите данни и подробностите в облеклото на патриарха (по предложение на проф. Д. Гюдженов), а общината поема задължението да отлее в бронз предадената ѝ от скулптура гипсова фигура и да направи гранитния пиедестал по представения проект, планове и детайли. Окончателното приемане на статуята става от комисията, разширана с допълнителни членове: проф. протойерей Иван Гошев, историкът проф. Йордан Иванов и началникът на архитектурното отделение към общината архитект Т. Горанов.
Паметникът е тържествено открит на 1 ноември 1939 г. в Деня на народните будители. На откриването присъстват царският съветник д-р Ханджиев, министър-председателят Георги Кьосеиванов, министрите Богдан Филов, Добри Божилов и Васил Митаков и кмета инж. Иван Иванов. Паметникът е осветен от архимандрит Стефан в служение с шестима свещеници.
В пресата се отбелязва, че „Откъдето и да наблюдаваме новия паметник, ние трябва сърдечно да признаем неговата убедителност и внушение като добре сложено художествено дело по замисъл и изпълнение. Движението на фигурата е предадено с точна линия. Лицето има жив израз. В него е отразена духовността на пастира в нейната тържественост и величие.“